# Кретавичюс, Генрикас Константинович
Генрикас Константинович Кретавичюс (лит. Henrikas Kretavičius; 1928 —2005) — советский хозяйственный, государственный и политический деятель, Герой Социалистического Труда.

## Биография
Родился в 1928 году в Литве. Член КПСС с 1953 года.
С 1947 года — на хозяйственной, общественной и политической работе. В 1947—1991 гг. — школьный учитель, завуч и директор средней школы, секретарь Кедайнского райкома Компартии Литвы, председатель колхоза «Риту аушра» Кедайнского района Литовской ССР.
Делегат XXIV съезда КПСС.
Указом Президиума Верховного Совета СССР от от 24 июля 1986 года за выдающиеся достижения в развитии сельскохозяйственного производства, досрочное выполнение заданий одиннадцатой пятилетки и социалистических обязательств на основе внедрения интенсивных технологий, передового опыта и коллективного подряда присвоено звание Героя Социалистического Труда с вручением ордена Ленина и золотой медали «Серп и Молот».
Избирался депутатом Верховного Совета СССР 11-го созыва.
Умер в Кедайнском районе Литвы в 2005 году.